# Car Keys (Ayla)
Car Keys (Ayla) è un singolo del DJ brasiliano Alok e della cantante statunitense Ava Max, pubblicato il 30 giugno 2023.

## Video musicale
Il video musicale, girato a Amburgo e San Paolo, è stato reso disponibile il 19 luglio 2023 attraverso il canale YouTube del DJ.

## Tracce
Testi e musiche di Amanda Ava Koci, Fridolin Walcher, Henry Walter, Janée "JinJin" Bennett, Madison Love, Oliver Heldens e Rachel Keen.
Download digitale, streaming
1. Car Keys (Ayla) – 2:27

Download digitale, streaming – Remixes
1. Car Keys (Ayla) (Tiësto Remix) – 2:16
2. Car Keys (Ayla) (Tiësto Extended Remix) – 3:53
3. Car Keys (Ayla) (Ayla x 3lements Remix) – 2:16

## Formazione
- Ava Max – voce
- Alok – produzione
- Cirkut – produzione
- Fridolin Walcher – produzione
- Kilian & Jo – produzione
- OhYes – produzione
- Oliver Heldens – produzione
- Tom Norris – missaggio

## Classifiche

### Classifiche settimanali
| Classifica (2023-24) | Posizione massima |
| -------------------- | ----------------- |
| Belgio (Fiandre)     | 48                |
| Bielorussia          | 44                |
| Bulgaria             | 5                 |
| Estonia              | 28                |
| Kazakistan           | 47                |
| Moldavia             | 43                |
| Paesi Bassi          | 37                |
| Russia               | 35                |
| Svezia               | 76                |
| Ucraina              | 129               |

### Classifiche di fine anno
| Classifica (2023) | Posizione |
| ----------------- | --------- |
| Bielorussia       | 162       |
| Estonia           | 144       |
| Russia            | 152       |

## Date di pubblicazione
| Paese  | Data             | Formato                      | Versione  | Etichetta  | Nota   |
| ------ | ---------------- | ---------------------------- | --------- | ---------- | ------ |
| Mondo  | 30 giugno 2023   | Download digitale, streaming | Originale | B1         | [ 12 ] |
| Italia | 5 settembre 2023 | Contemporary hit radio       | Originale | Sony Italy | [ 13 ] |
| Mondo  | 11 agosto 2023   | Download digitale, streaming | Remixes   | B1         | [ 14 ] |